# Bad Hall
Bad Hall ist eine Stadtgemeinde und Kurort mit 5868 Einwohnern (Stand 1. Jänner 2025) in Oberösterreich im Bezirk Steyr-Land  im Traunviertel.

## Geografie
Bad Hall liegt etwa 30 km südlich der oberösterreichischen Landeshauptstadt Linz und knapp 20 Straßenkilometer westlich von Steyr. Es liegt an der Voralpen Straße (B 122) und nahe der Kremstal Straße (B 139).
Die Ausdehnung beträgt von Nord nach Süd 6,4 km, von West nach Ost 4 km. 6,8 % der Fläche sind bewaldet, 74,4 % sind landwirtschaftlich genutzt.

### Gemeindegliederung
Die Stadtgemeinde umfasst die Katastralgemeinden Bad Hall, Großmengersdorf und Hehenberg. Ortschaften (neben Bad Hall) sind (jeweils Dorf): Furtberg, Haid, Hehenberg sowie Kleinmengersdorf.
Die Gemeinde gehört zum Gerichtsbezirk Steyr.

### Nachbargemeinden
|              | Rohr                                        | Sierning       |
| Kremsmünster | Kompassrose, die auf Nachbargemeinden zeigt |                |
| Pfarrkirchen | Adlwang                                     | Waldneukirchen |

## Geschichte

### Ortsgeschichte
Schon die Kelten kannten die Salzquelle im Sulzbachtal. Später wurde aus dem Wasser Salz für den Verzehr gewonnen. In der Stiftungsurkunde des Klosters Kremsmünster aus dem Jahre 777 wird von 3 Salzsiedern gesprochen: salinam, que ad Sulzibach est, et tres homines ibi habitantes salem coquentes (‚die Saline, die am Sulzbach liegt, und drei Männer leben dort, die Salz kochen‘). Aus der kleinen mittelalterlichen Handwerkersiedlung hat sich mit der Zeit ein regionales Zentrum entwickelt. Während am Westhang des Sulzbachtales und der Herrschaft des Klosters Kremsmünster ein Pfarrdorf – heute Pfarrkirchen – entstand, bildete sich am Osthang unter den Herzögen von Österreich ein Handels- und Verwaltungsort, der lange den Namen Herzogenhall führte, ein typischer Hall-Name der Salzgewinnung. Dieser Ort erhielt um 1287 das Marktrecht, was ihn zu einem der ältesten Märkte Österreichs macht.
Um 1600 war Hall die bedeutendste Hellebardenschmiede Mitteleuropas. Viele Waffen aus der Produktion von Schmiedemeister Pankraz Taller
und Peter Schreckseisen finden sich im Grazer Zeughaus.
Während der Napoleonischen Kriege war der Ort mehrfach besetzt. Den Heilwert des Wassers aus der Salzquelle am Sulzbach erkannte man erst mit dem Aufblühen des Heilbäderwesens am Beginn des 19. Jahrhunderts. 1826 wurde die erste kleine Badeanstalt gegründet. 1827 wurde erstmals das Wasser analysiert und ein hoher Jodgehalt festgestellt. 1837 erwirkte der Arzt Josef Starzengruber bei der Landesregierung die erste Badeordnung. Doch erst mit Übernahme der Heilquelle durch das Land Oberösterreich 1855 konnte ein umfangreicher Kurbetrieb aufgebaut werden. Seit 1876 trägt der Ort das Prädikat „Bad“.
Ende des 19. Jahrhunderts erlebte Bad Hall wie viele Kurorte auch einen starken Aufschwung. Dies wurde durch die Eröffnung der Kremstalbahn 1882 noch verstärkt. Bad Hall galt nun als „Weltkurort“. Berühmte Personen kamen hierher. Gustav Mahler gab 1880 im Kurpark sein Debüt als Dirigent. Nach Rückschlägen durch Kriege und Weltwirtschaftskrise entstand ab 1948 ein moderner Kurbetrieb.
Bad Hall wurde am 20. August 2001 von der Oberösterreichischen Landesregierung zur Stadt erhoben.

### Bevölkerungsentwicklung

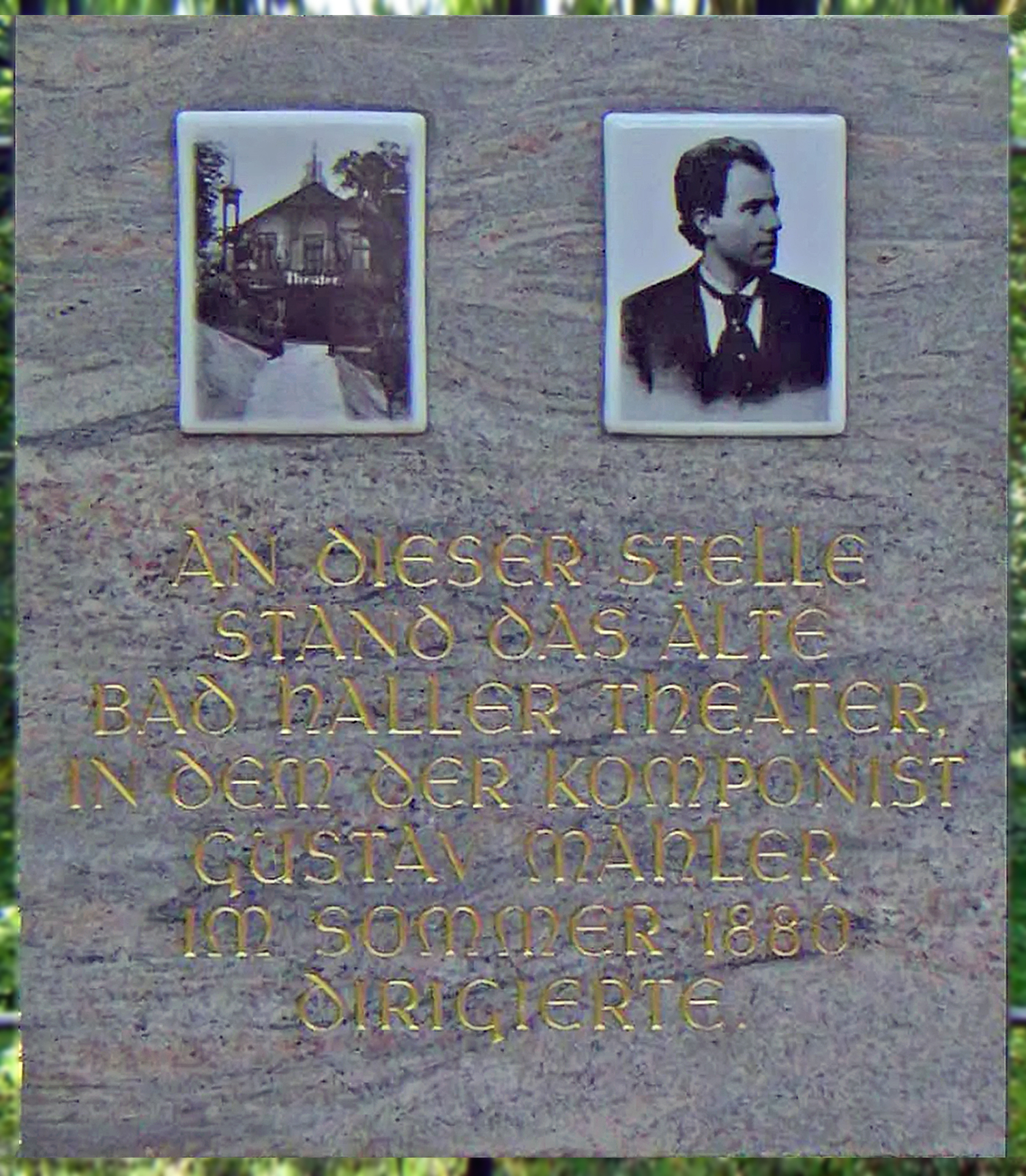
Bad Hall, (Adalbert-)Stifter-Park, Gustav-Mahler-Gedenktafel.

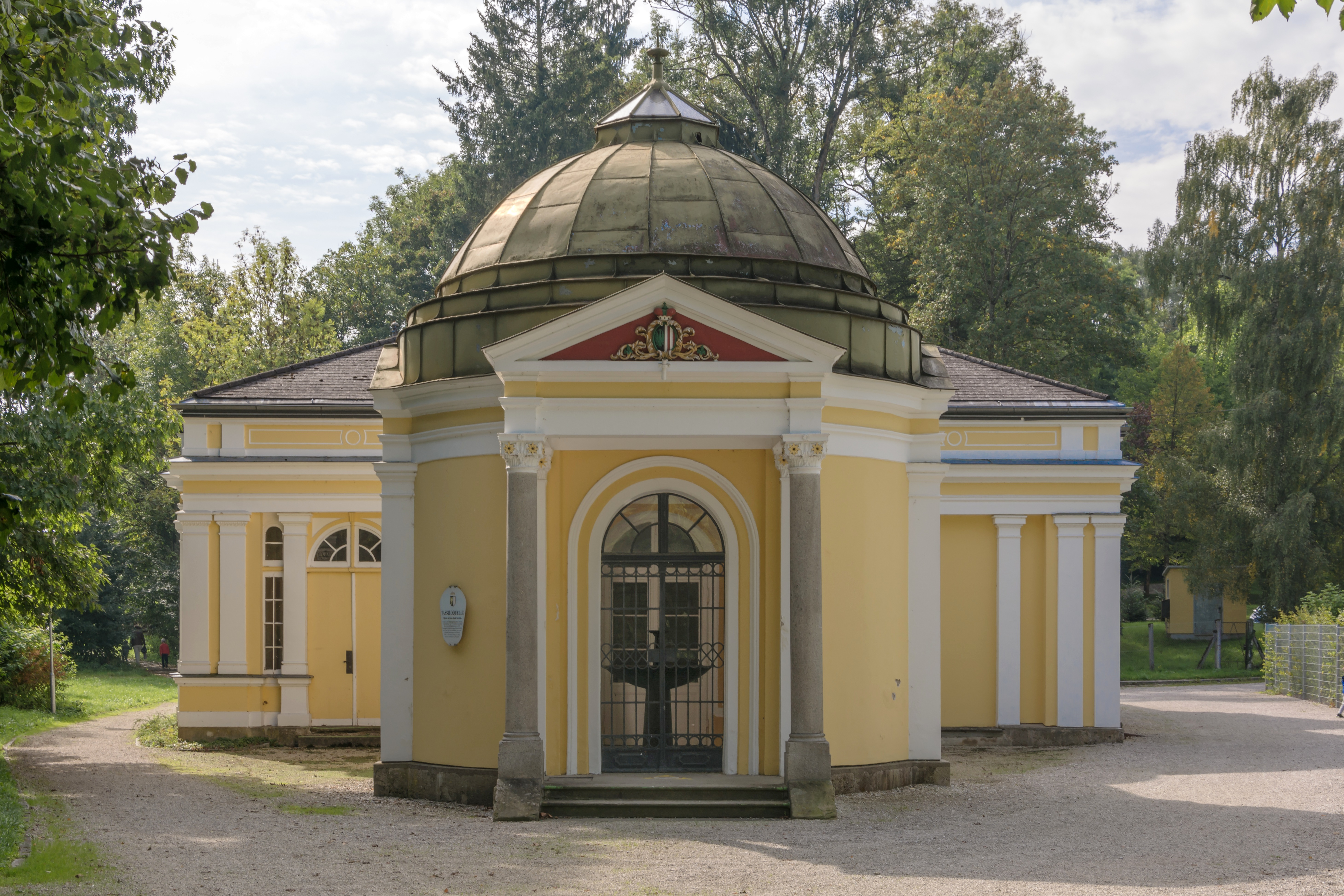
Quelltempel der Tassiloquelle

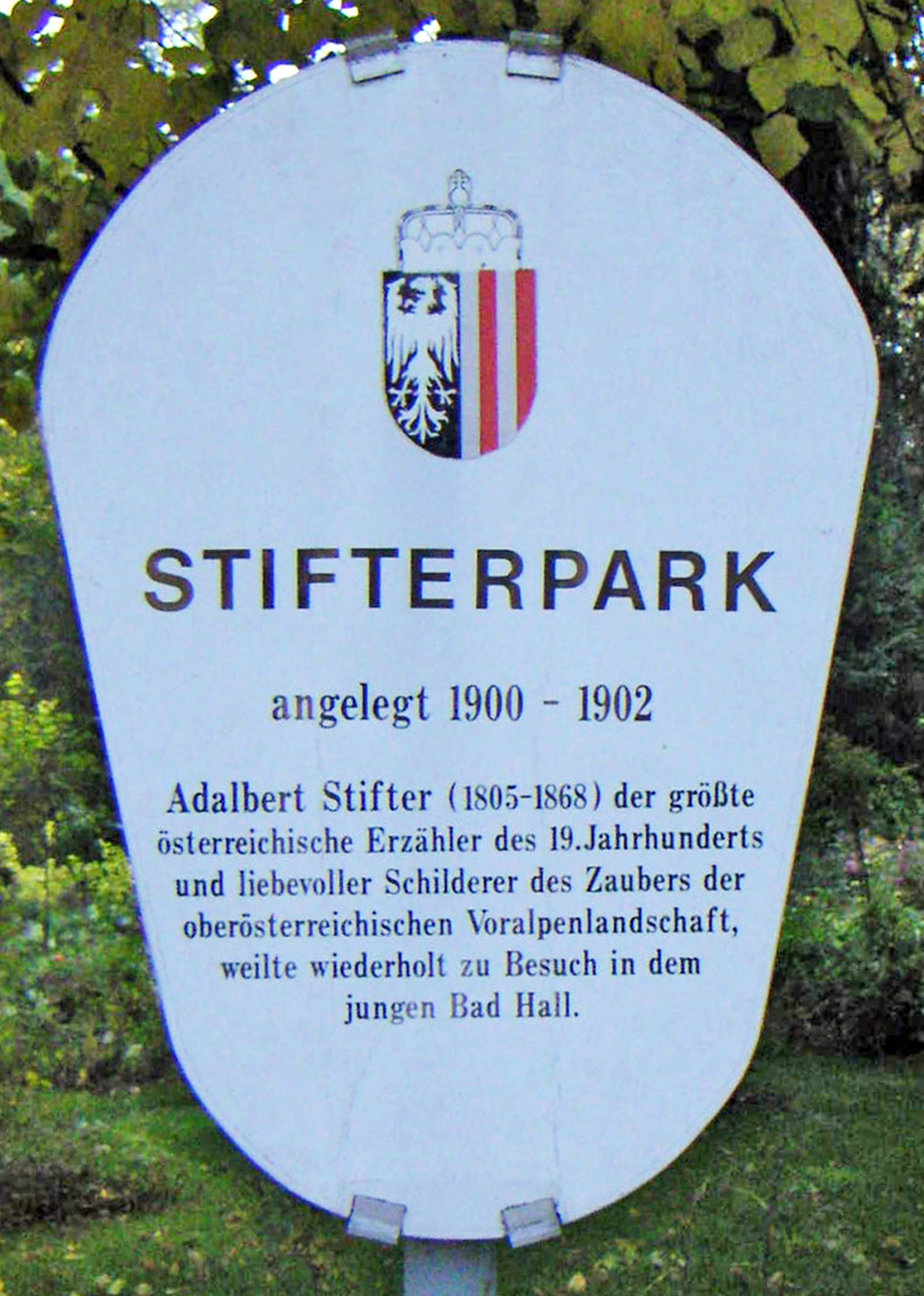
Bad Hall, Stifterpark-Widmungstafel (2005)

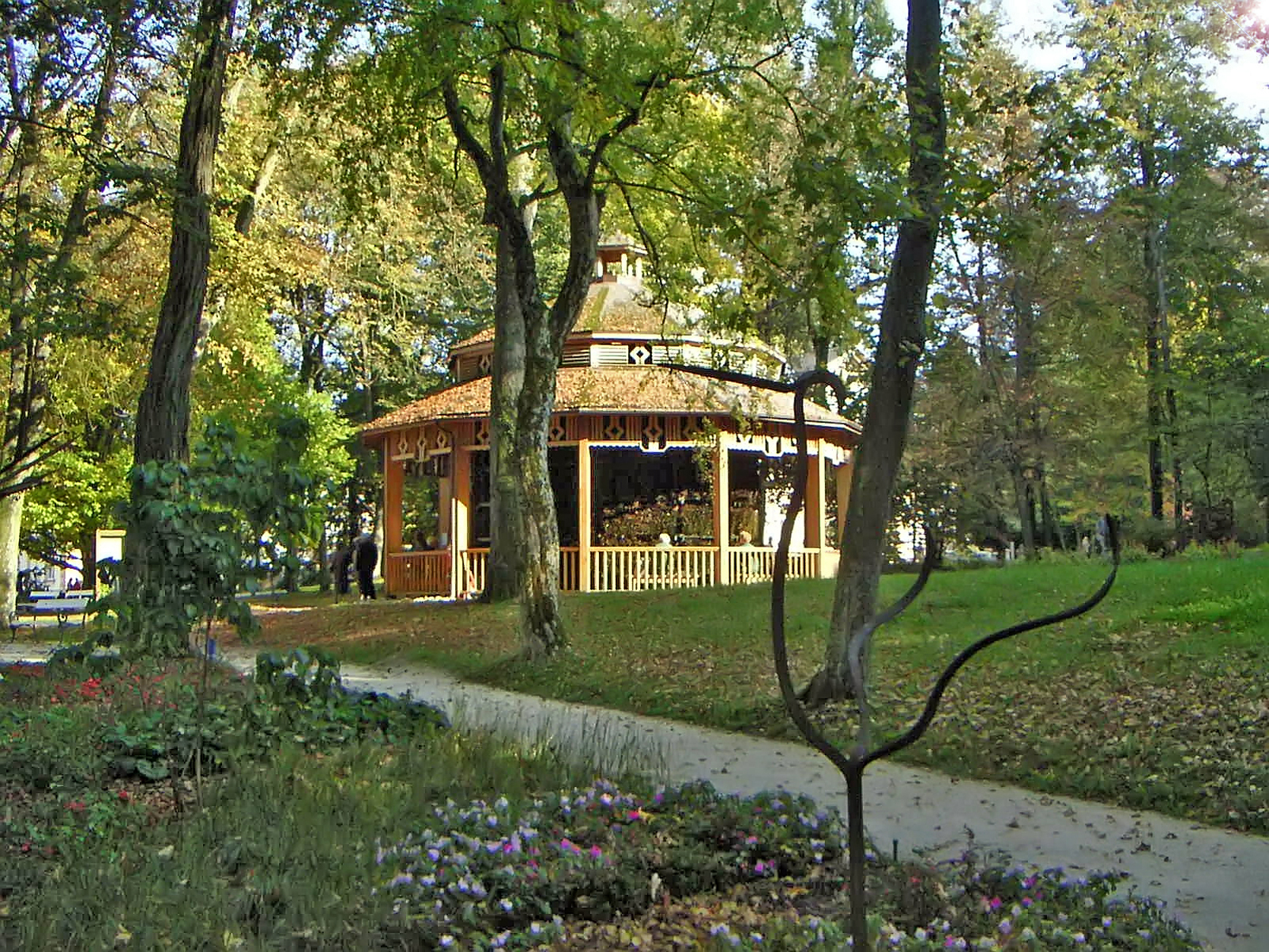
Bad Hall, Kurpark, Tassilo-Gradiergrotte (2005)

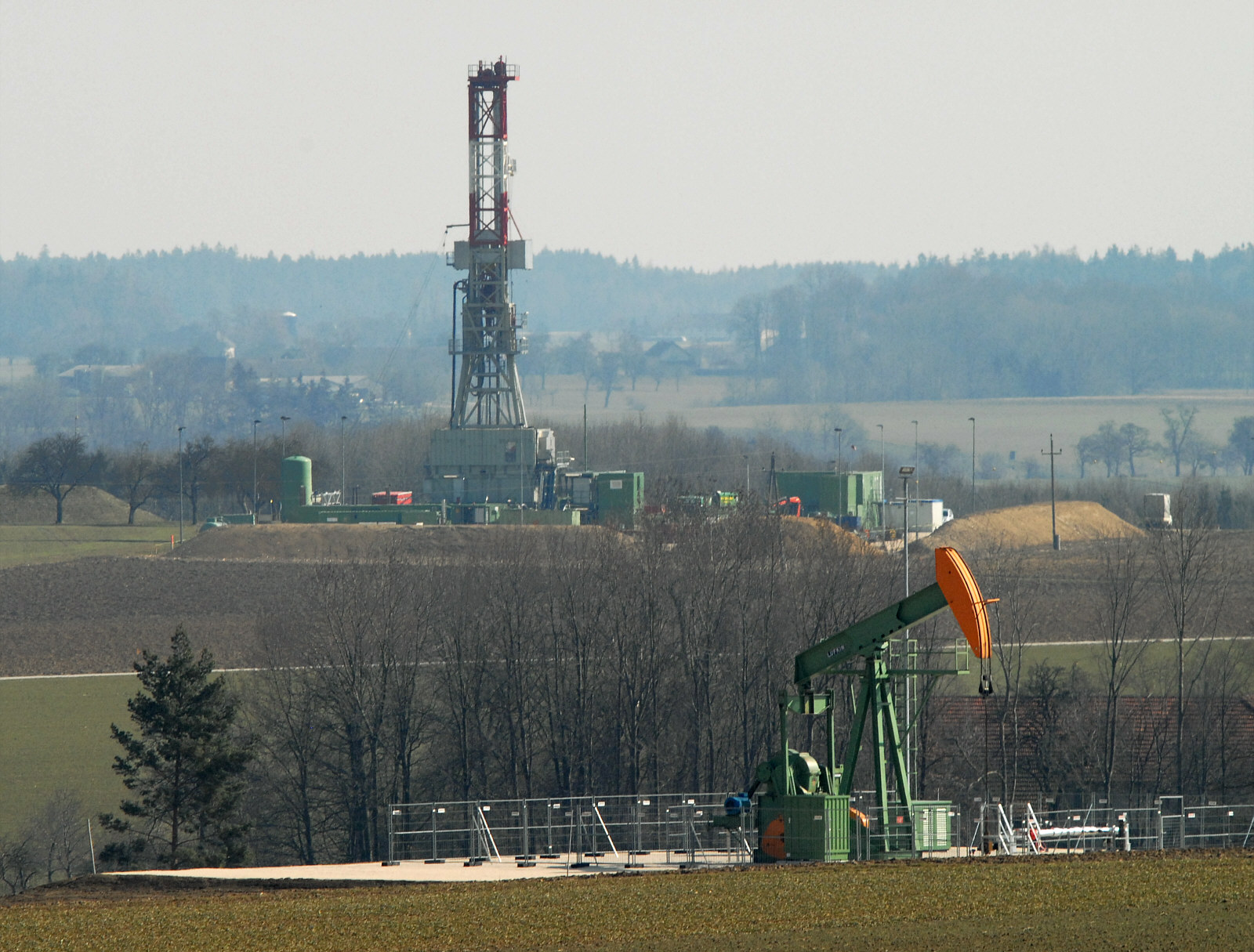
Erdölförderstelle und Bohrturm am Ortsrand von Bad Hall im März 2009

## Kultur und Sehenswürdigkeiten
- Schloss Hall

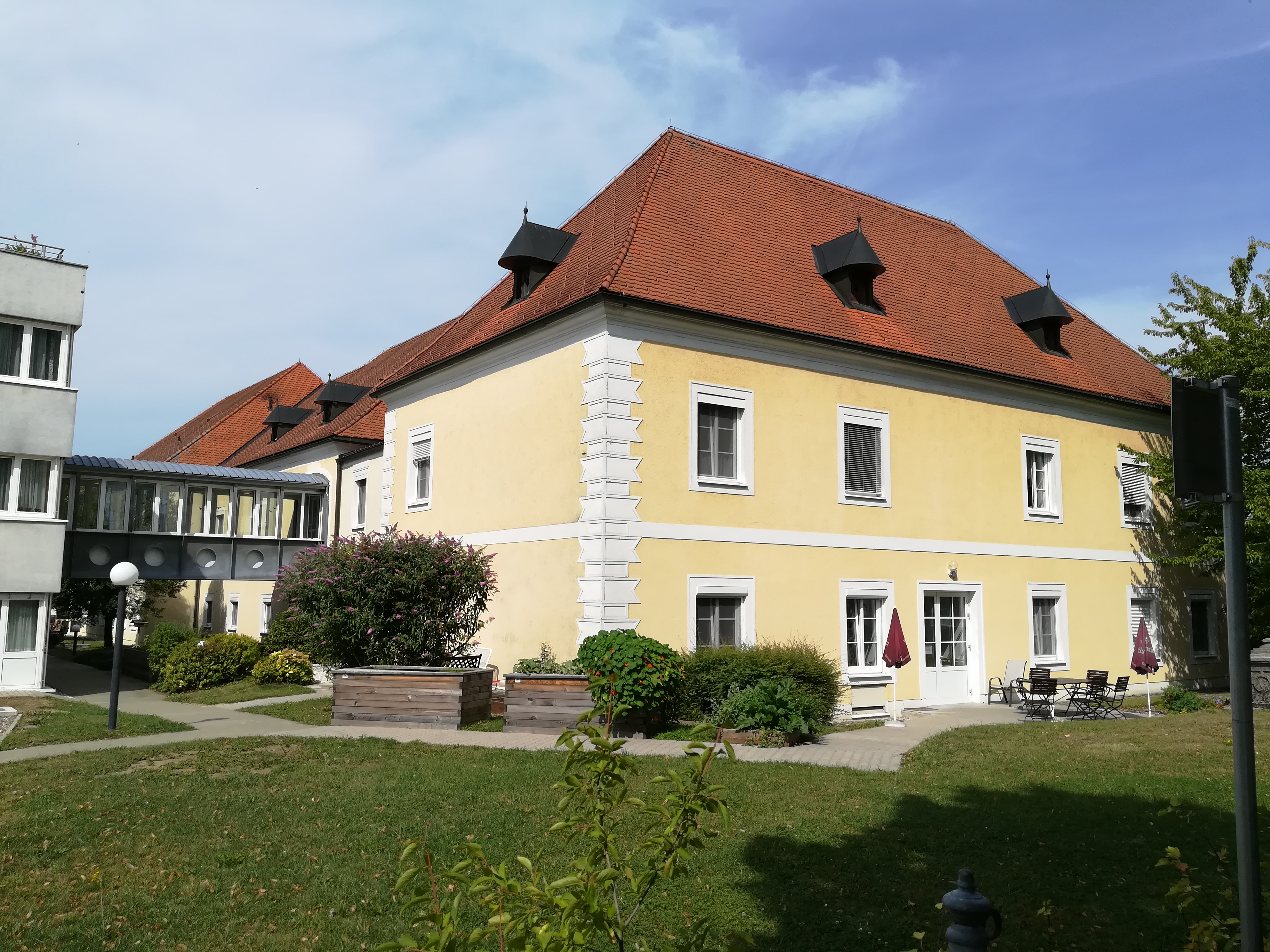
Schloss Hall

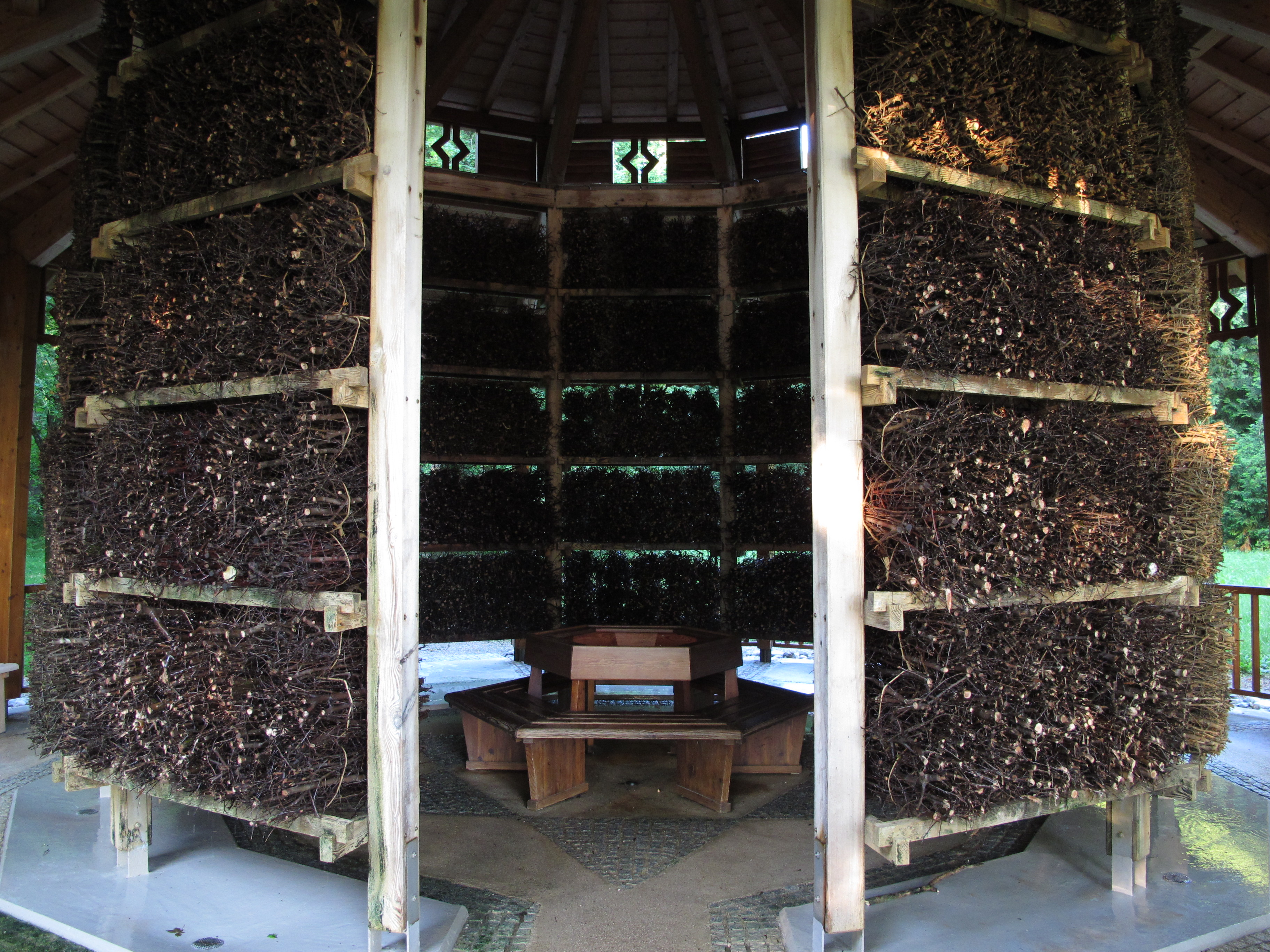
Gradiergrotte im Kurpark Bad Hall

- Katholische Pfarrkirche Bad Hall hl. Erlöser
- Evangelische Pfarrkirche Bad Hall
- Tassiloquelle: Die älteste Jod-Sole-Quelle Bad Halls. Erste Erwähnung in der Gründungsurkunde des Klosters Kremsmünster (777). Vom Vorhof des Quelltempels wird auch heute noch die heilkräftige Tassiloquelle[5] zum Gesundheitszentrum geleitet. Der Quelltempel befindet sich auf dem Gemeindegebiet von Pfarrkirchen bei Bad Hall.
- Kurhaus[5]
- Heimatmuseum, Eduard-Bach-Straße 4, ehemaliges Kaiser-Franz-Josef-Badehaus (auch: Neues Badehaus), eröffnet am 1. Juni 1908.[6] Planung: Matthäus Schlager (1870–1959),[7] Innenausstattung: Mauriz Balzarek[8]
- Landesvilla[Anm. 5]
- Musikpavillon
- Kurpark Bad Hall:[9] zwischen 1855 und 1857 als Landschaftsgarten (damals: Badgarten) von Josef Runkel (1817–1899), dem Hofgärtner des Stifts Kremsmünster, angelegt[10]
- Stifterpark: Zwischen 1900 und 1902 geschaffene Erweiterung des Kurparks (inklusive des 9.000 m² großen Gartens der Villa Rabl)[9]
- Stadttheater Bad Hall: Das Theater hat seinen Schwerpunkt auf Oper, Operetten- und Musicalaufführungen gelegt.[Anm. 6]
- Forum Hall: Im Forum Hall befinden sich drei Museen: das Heimatmuseum, die Haustürensammlung und das Handwerkermuseum. Das Heimatmuseum zeigt die Entwicklung von Bad Hall von der Handwerkersiedlung zum Kurort. Die Haustürensammlung zeigt alte Handwerkskunst anhand von mehr als 100 Türen.[11] Das Handwerkermuseum zeigt 23 Landhandwerke, weiters eine Dokumentation des Strukturwandels des Handwerks

Musik
- Kurkonzerte: In Bad Hall finden regelmäßig Kurkonzerte mit dem Kurorchester Bad Hall statt. Das Orchester geht auf die im Jahr 1855 gegründete Cur-Musikkapelle zurück. Der berühmteste Dirigent des Kurorchesters war Gustav Mahler.[Anm. 1]

## Wirtschaft und Infrastruktur

### Verkehr
- Bahn: Bad Hall war früher mit Zweigstrecken der Pyhrnbahn und der Steyrtalbahn an das Eisenbahnnetz angeschlossen. Heute sind diese Strecken abgetragen, und Bad Hall ist mit der Eisenbahn nicht mehr erreichbar. Der nächstgelegene Bahnhof Rohr-Bad Hall der Pyhrnbahn liegt rund 5 Kilometer vom Ortszentrum Bad Halls entfernt. Regelmäßige Verbindungen mit dem Postbus bestehen unter anderem nach Linz, Steyr und Kirchdorf an der Krems. Der ehemalige Bahnhof, der im Jugendstil erbaut wurde, steht unter Denkmalschutz und wurde 2009 innen umgebaut. Er beherbergt jetzt ein Café sowie zwei kleine Gewerbebetriebe und ist nun zentraler Bestandteil des Einkaufszentrums „am Bahnhof“, das nach der Abtragung der verbliebenen Abstellgleise und des ehemaligen Lagerhauses 2011 fertiggestellt wurde.
- Straße: Durch Bad Hall führt die Voralpen Straße B 122 von Amstetten nach Sattledt. Die nächstgelegene Autobahn ist die West Autobahn A 1. Die Anschlussstelle in Sattledt liegt rund 15 Kilometer vom Ortszentrum Bad Halls entfernt.

### Öffentliche Einrichtungen
- Eurotherme Bad Hall: Das stark jodhaltige Heilwasser (Jodidgehalt 30 bis 50 mg pro Liter) von Bad Hall stammt heute nicht nur aus der aus Urzeiten bekannten Quelle am Sulzbach, sondern aus mehreren Bohrsonden. Sie wurden in den 1950er Jahren im Zuge der Suche nach Erdöl niedergebracht und führten bis in 2247 m Tiefe. Öl wurde nicht gefunden, jedoch jenes Depot angebohrt, aus dem die alte Heilquelle am Sulzbach ihr Wasser erhält. Die Herkunft der Heilwässer von Bad Hall steht in unmittelbaren Zusammenhang mit den weiter westlich anzutreffenden Erdölvorkommen.

Das Heilwasser von Bad Hall wirkt therapeutisch vor allem bei Erkrankungen der Gefäße (Herz, Arterien und Venen, Bluthochdruck) sowie der Augen, Atemwege und Gelenke.
- Freiwillige Feuerwehr Bad Hall
- Rotes Kreuz Bad Hall
- Wasserversorgung: Die Wasserversorgung der Stadt gewährleistet der Wasserverband Bad Hall. Die Quellen liegen in der Gemeinde Kremsmünster. Über ein Leitungsnetz von 43 Kilometer werden jährlich etwa 450.000 Kubikmeter Wasser verteilt (Stand 2018).[12]

### Bildung

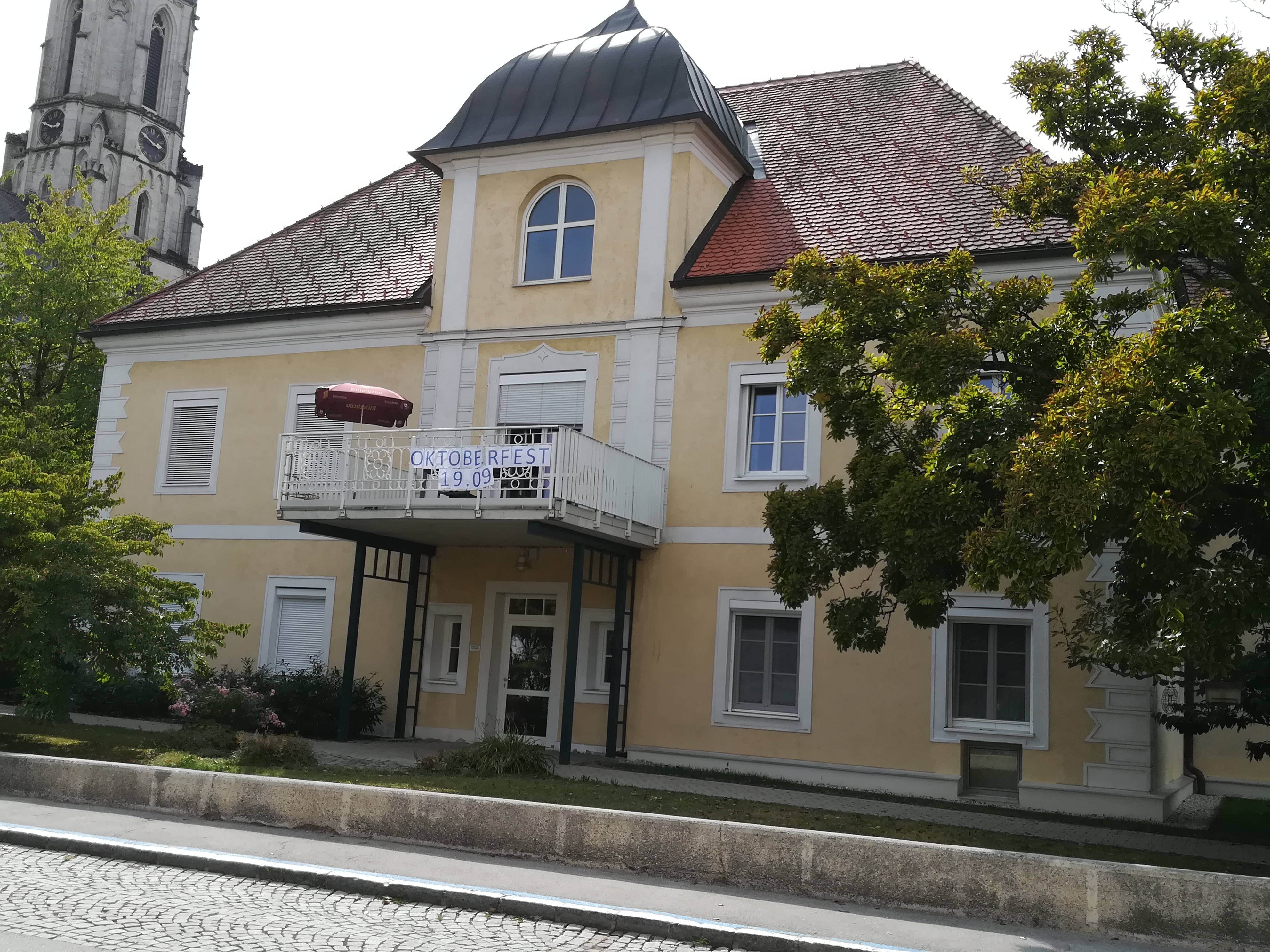
Caritas Seniorenwohnhaus Schloss Hall

- Volksschule Bad Hall
- Mittelschule (NMS) Bad Hall
- Kindergarten und Hort Bad Hall
- Musikschule Bad Hall

### Pflege und Betreuung
Im Schloss Hall betreibt die Caritas Oberösterreich ein Seniorenwohnhaus.

## Politik
Der Gemeinderat hat 31 Mitglieder.

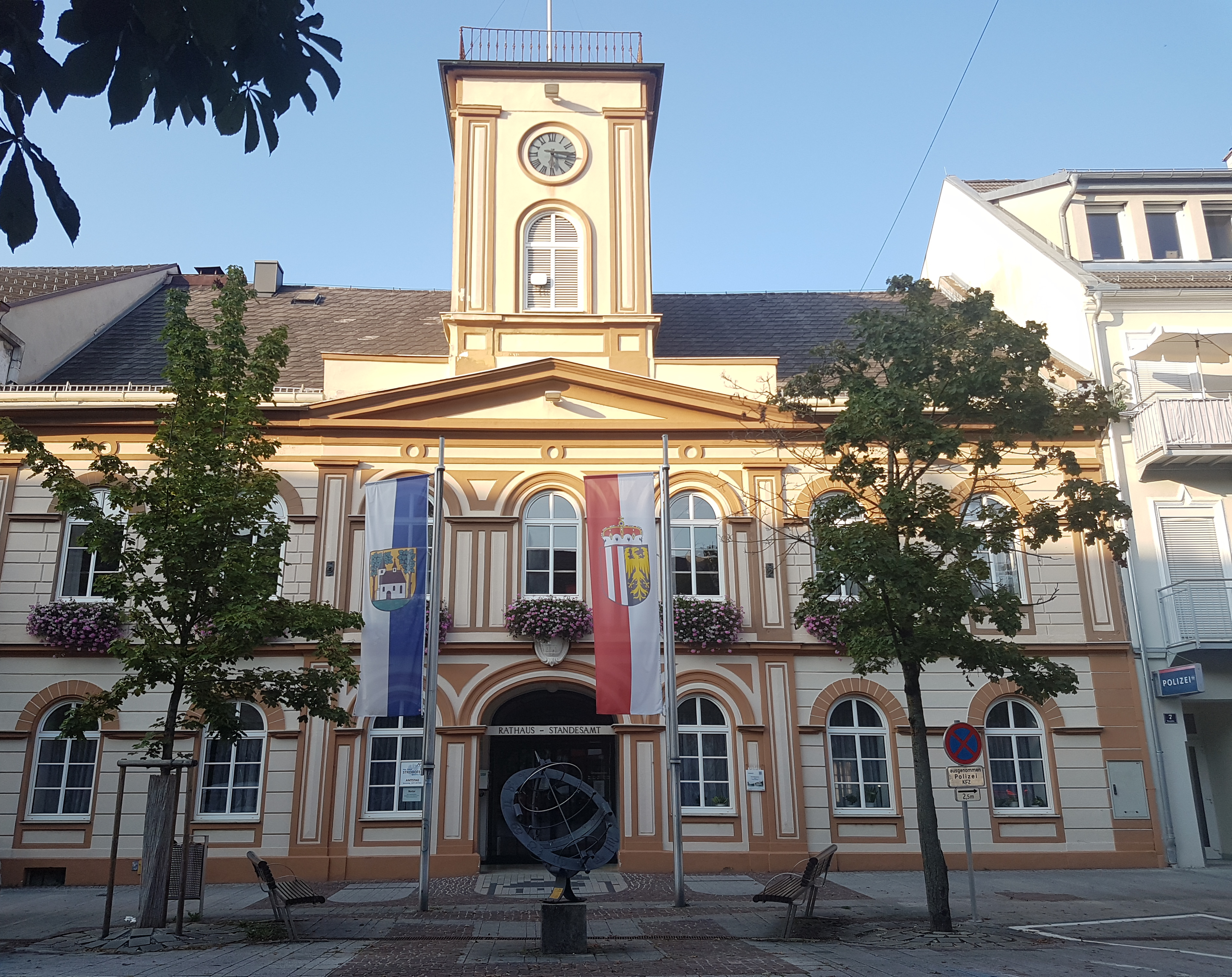
Rathaus in Bad Hall

- Mit den Gemeinderats- und Bürgermeisterwahlen in Oberösterreich 2003 hatte der Gemeinderat folgende Verteilung: 14 ÖVP, 14 SPÖ und 3 FPÖ.[14]
- Mit den Gemeinderats- und Bürgermeisterwahlen in Oberösterreich 2009 hatte der Gemeinderat folgende Verteilung: 15 ÖVP, 10 SPÖ, 3 FPÖ und 3 BZÖ.[15]
- Mit den Gemeinderats- und Bürgermeisterwahlen in Oberösterreich 2015 hatte der Gemeinderat folgende Verteilung: 16 ÖVP, 5 FPÖ, 5 SPÖ, 3 GRÜNE, 1 BZÖ und 1 WBH.[16]
- Mit den Gemeinderats- und Bürgermeisterwahlen in Oberösterreich 2021 hat der Gemeinderat folgende Verteilung: 14 ÖVP, 7 SPÖ, 5 GRÜNE, 4 FPÖ und 1 WBH.[17]

### Bürgermeister
Bürgermeister seit 1850 waren:
- 1850–1861 Paul Zachl
- 1861–1864 Josef Hauser
- 1864–1867 Johann Marchgraber
- 1867–1870 Josef Zachhuber
- 1870–1872 Karl Richter
- 1872–1873 Josef Zachhuber
- 1873–1885 Franz Muhsner
- 1885–1888 Josef Fuchs
- 1888–1896 Josef Baumgartner
- 1896–1899 Franz Mayrhofer
- 1899–1905 Mathias G. Rom
- 1905–1908 Josef Panhuber
- 1908–1919 Moriz Mitter
- 1919–1934 Ferdinand Hametner
- 1934–1938 Franz Pesendorfer
- 1938–1945 Eduard Pürstinger
- 1945–1945 Karl Schaubmair
- 1945–1953 Hans Haager
- 1953–1955 Johann Barth
- 1955–1973 Oskar Maier
- 1973–1979 Karl Wögerer
- 1979–1993 Herbert Pfanner
- 1993–1997 Gerhard Appl
- 1997–2008 Johann Grasl (SPÖ)
- 2008–2009 Franz Aschauer (SPÖ)
- 2009–2015 Harald Schöndorfer (ÖVP)
- seit 2015 Bernhard Ruf (ÖVP)[19]

### Wappen
Blasonierung: In Gold auf grünem Schildfuß eine silberne Kapelle mit teilweise eingebautem Flankenturm und Dachreiter, schwarzen Dächern und Fensteröffnungen, beiderseits flankiert von je einem schwarzstämmigen Lindenbaum mit grünen Blättern. Die Gemeindefarben sind Blau-Weiß.
Das Wappenbild zeigt die bereits 1298 urkundlich bekannte, zuletzt 1977–1981 generalrenovierte Margarethenkapelle „am Anger unter den Sieben Linden“, die für das bürgerliche Leben im landesfürstlich privilegierten Ort eine bedeutende Rolle spielte (z. B. Abhaltung der Kirch- und Gerichtstage, Wahlort des Bürgermeisters und der Räte).

### Städtepartnerschaften
- seit ? Pratovecchio Stia in der Toskana, Italien

## Persönlichkeiten

### Ehrenbürger der Gemeinde
- 2017: Josef Pühringer (* 1949), Landeshauptmann von Oberösterreich 1995–2017[21]

### Söhne und Töchter der Gemeinde
- Gotthard Hofstädter (1826–1864), Benediktiner und Naturforscher
- Karl Richter (1866–1927), Apotheker und Politiker
- Franz Haböck (1868–1921), Musikpädagoge
- Lukas Lamprecht (1869–1941), Mundartschriftsteller und Komponist
- Norbert Maria Schachinger (1897–1974), Benediktiner, Religionspädagoge, Autor und Ordensgründer
- Hans Wölfel (1902–1944), Rechtsanwalt, Gegner des Nationalsozialismus, 1944 vom Volksgerichtshof zum Tode verurteilt und hingerichtet
- Koloman Holzinger (1915–1978), Benediktiner, Abt des Stiftes Admont 1956–1978
- Robert Kirchhoff (1920–1999), Psychologe und Universitätsprofessor
- Martin Pollack (1944–2025), Journalist, Schriftsteller und literarischer Übersetzer
- Franziska Raimund (* 1944), Autorin und Übersetzerin
- Robert Schindel (* 1944), Schriftsteller
- Walther Schulz (1944–2025), Cellist
- Roland Ertl (* 1945), 2002 bis 2007 Chef des Generalstabes des Österreichischen Bundesheeres
- Edith Iltschev-Döberl (* 1945), Künstlerin
- Günter Pilz (* 1945), Mathematiker und Hochschullehrer
- Othmar Raus (1945–2020), Politiker (SPÖ) und Landesrat in der Salzburger Landesregierung
- Sabine Coelsch-Foisner (* 1960), Anglistin und Literaturwissenschaftlerin

### Personen mit Bezug zur Gemeinde
- Richard Puchner (1883–1965), Architekt und Baumeister
- Josef Diethör (1919–2006), Bildhauer, verstorben in Bad Hall
- Gottfried Melzer (1932–2013), katholischer Priester und antisemitischer Aktivist

## Sonstiges

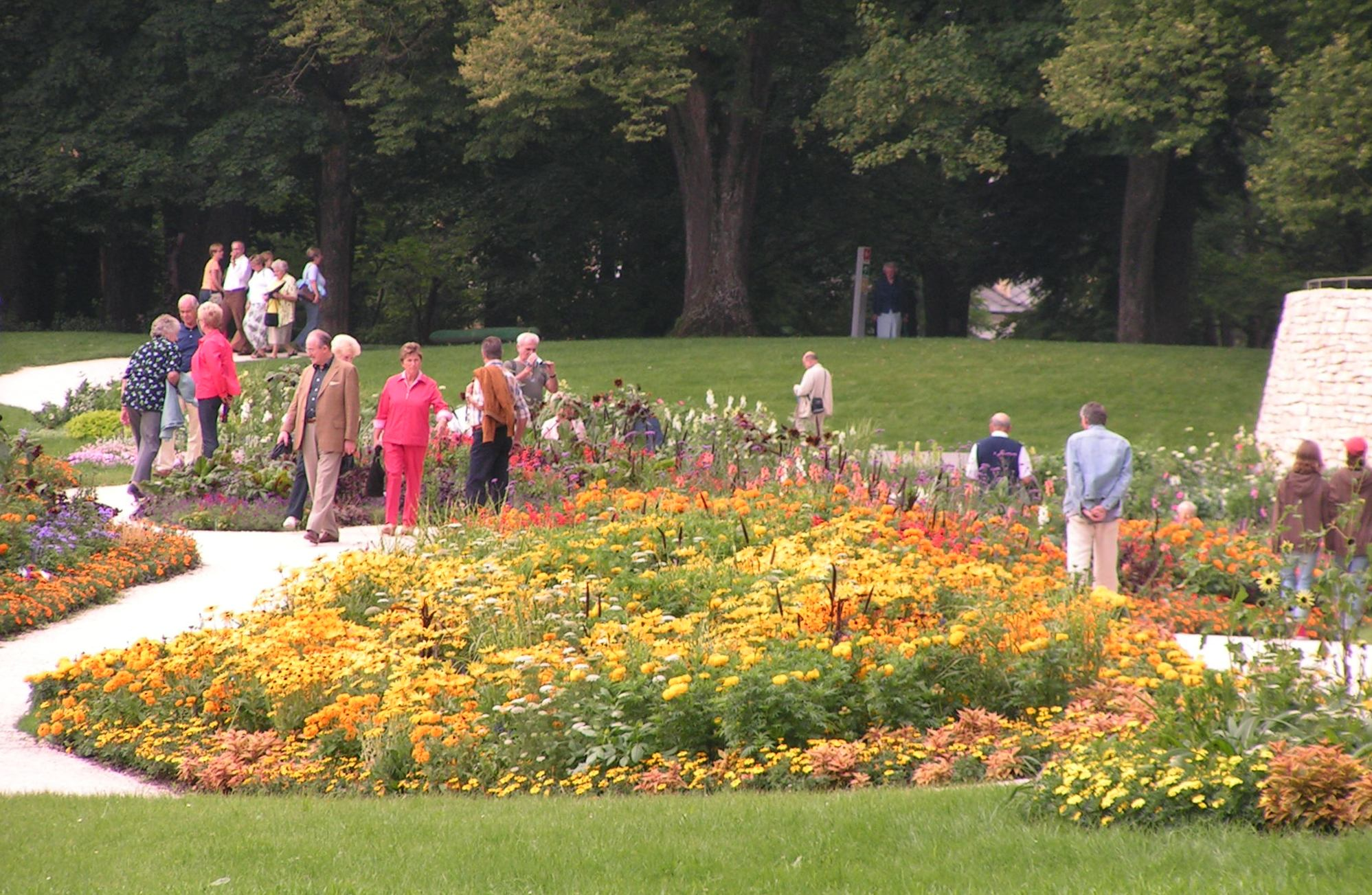
Landesgartenschau Bad Hall 2005

Logo

- Bad Hall ist seit 2002 Mitglied im Ring der Europäischen Schmiedestädte, der sich zum Ziel gesetzt hat, die regionale Vielfalt des Schmiedehandwerks und der Metallgestaltung in der globalen Einheit Europas auf allen Ebenen zu fördern.
- Im Jahr 2005 fand in Bad Hall die Landesgartenschau von Oberösterreich statt.
- Im Gemeindegebiet befinden sich 70 Bauernhöfe, 62 davon werden landwirtschaftlich genutzt.
- Nachdem in den 1950er-Jahren die Suche nach Erdöl erfolglos blieb, aber zur Erschließung von Heilwasservorkommen führte, konnte im Jahr 2000 unmittelbar am nördlichen Stadtrand ein kleines und 2008/9 nordwestlich von Bad Hall ein größeres Erdölvorkommen erschlossen werden.
- Das größte Industrieunternehmen in Bad Hall ist die Agru Kunststofftechnik.

## Galerie

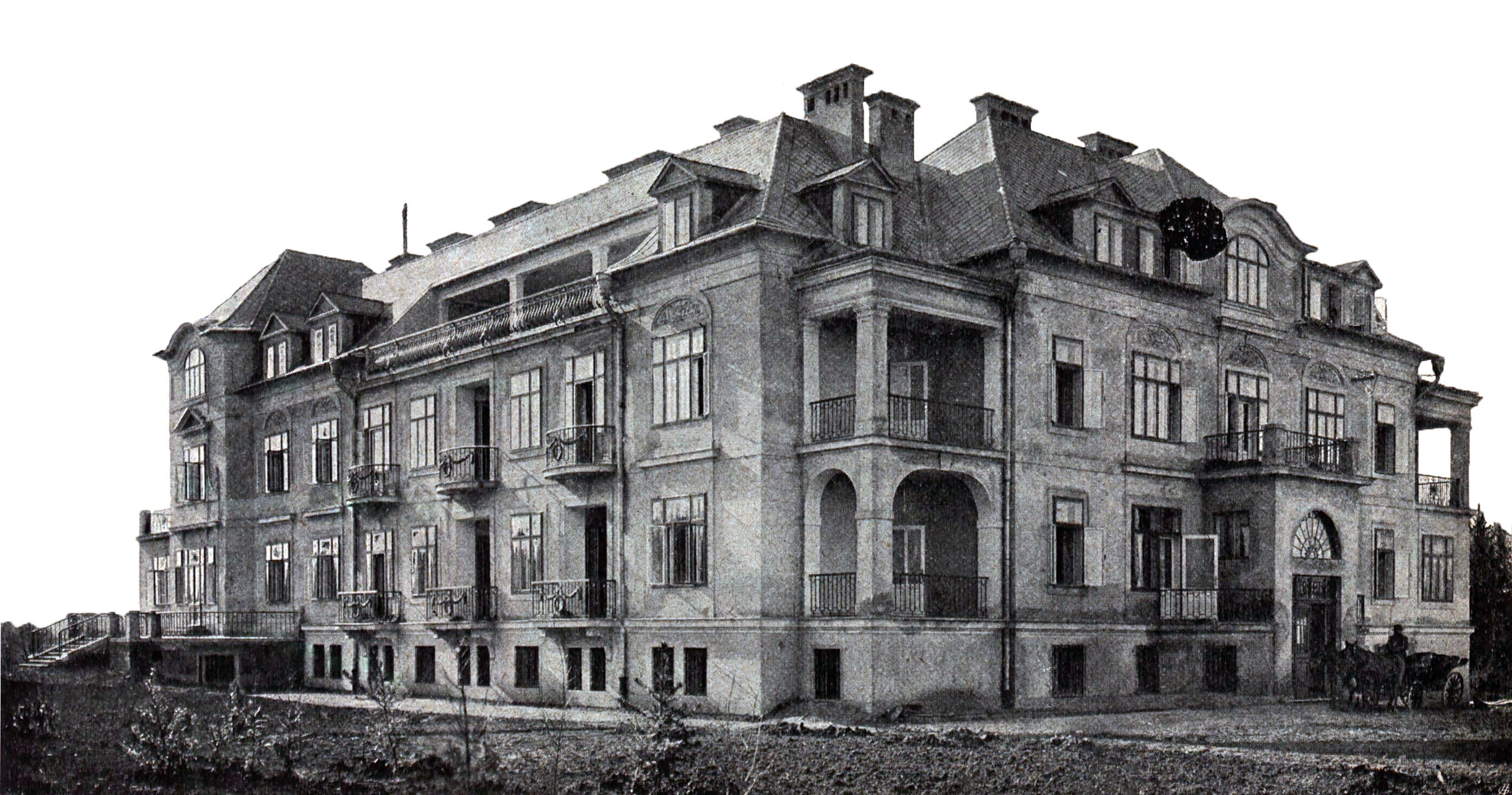
Sanatorium Bad Hall (erbaut 1905–1907)[22] (Parkstraße 4; bis ca. 2006: Kurhotel Tassilo, dann: Hotel Miraverde).
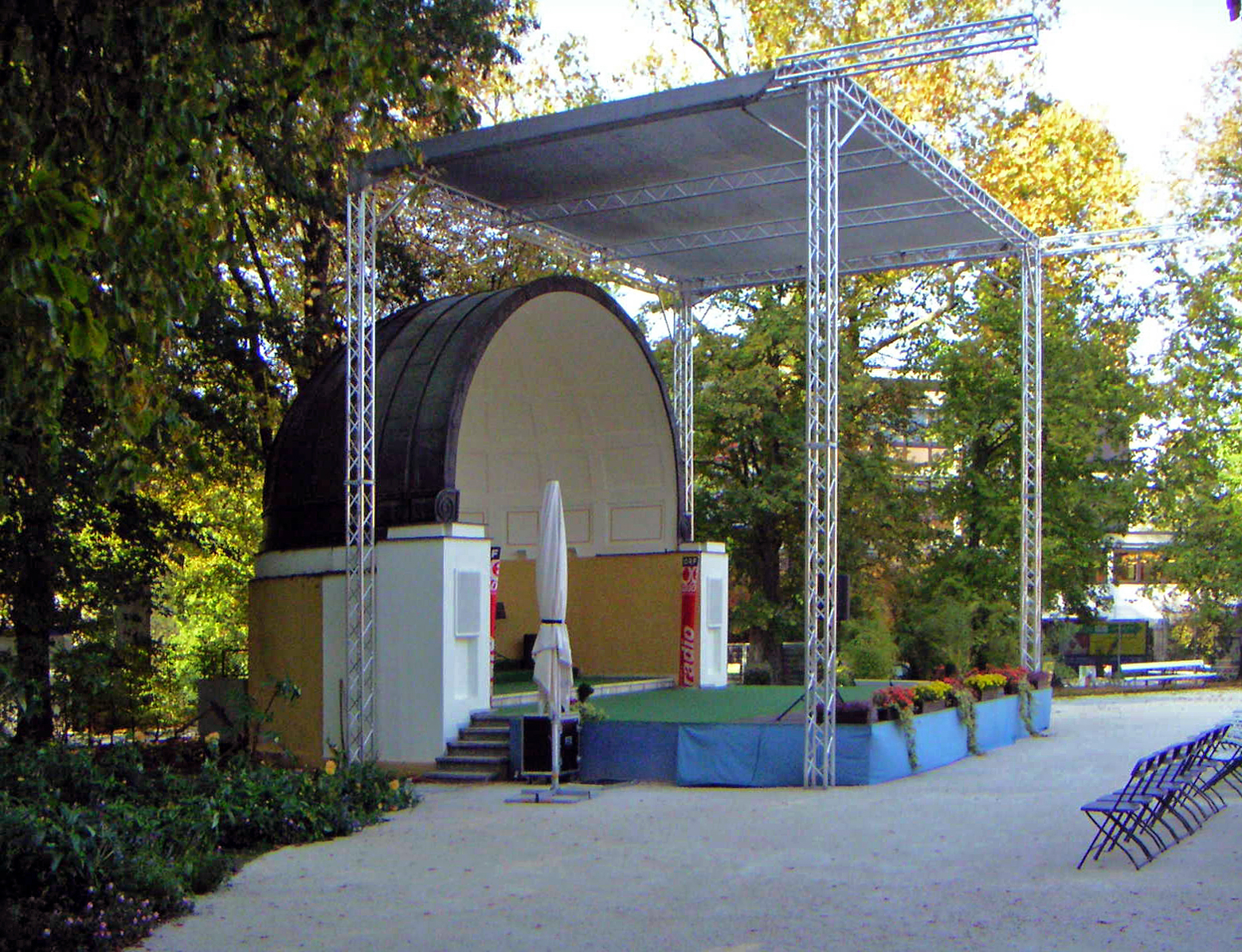
Kurpark, Musikpavillon von Mauriz Balzarek, erbaut 1907[Anm. 7]
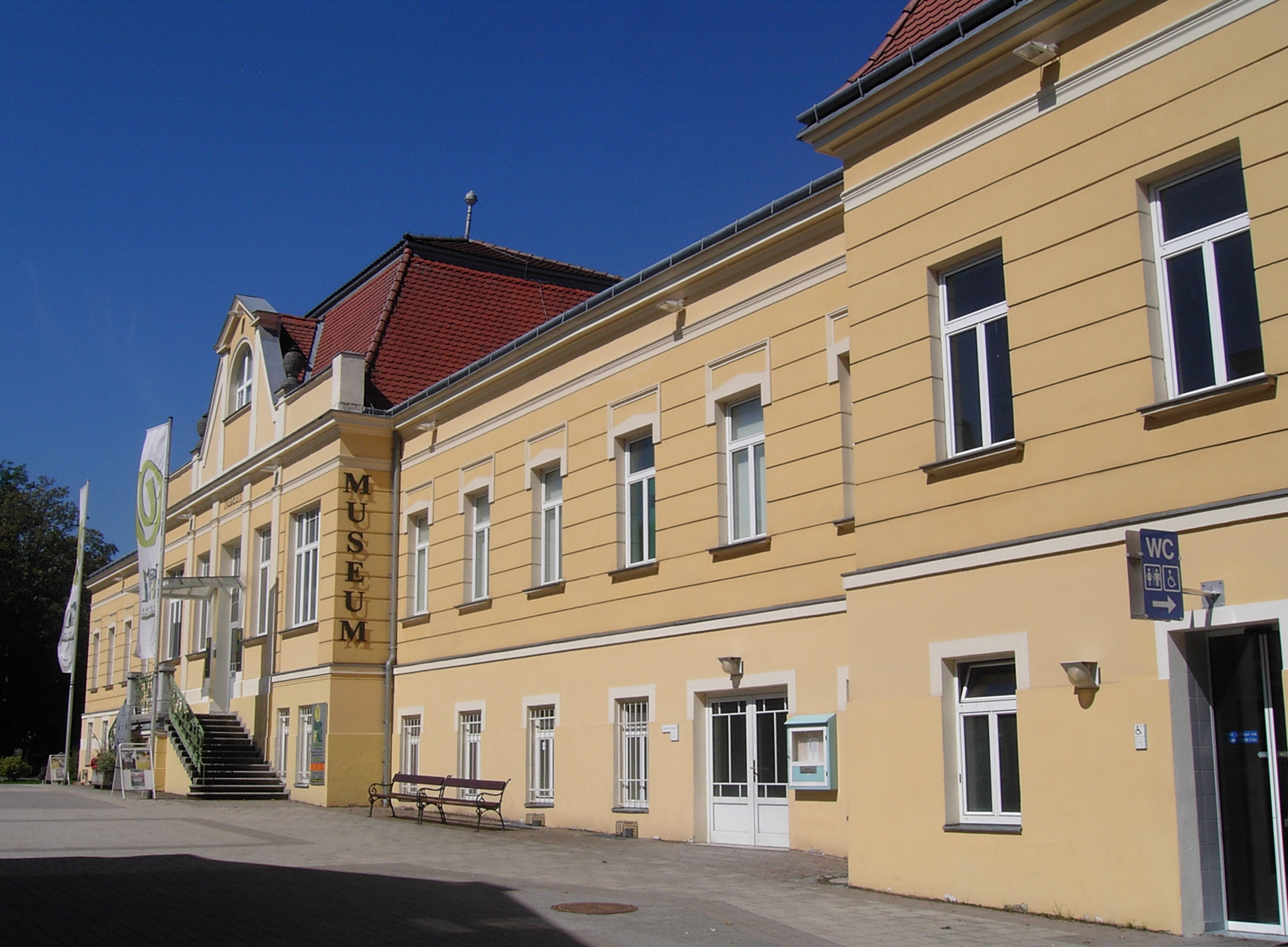
Ehemaliges Kaiser-Franz-Josef-Badehaus (auch: Neues Badehaus), fertiggestellt 1908
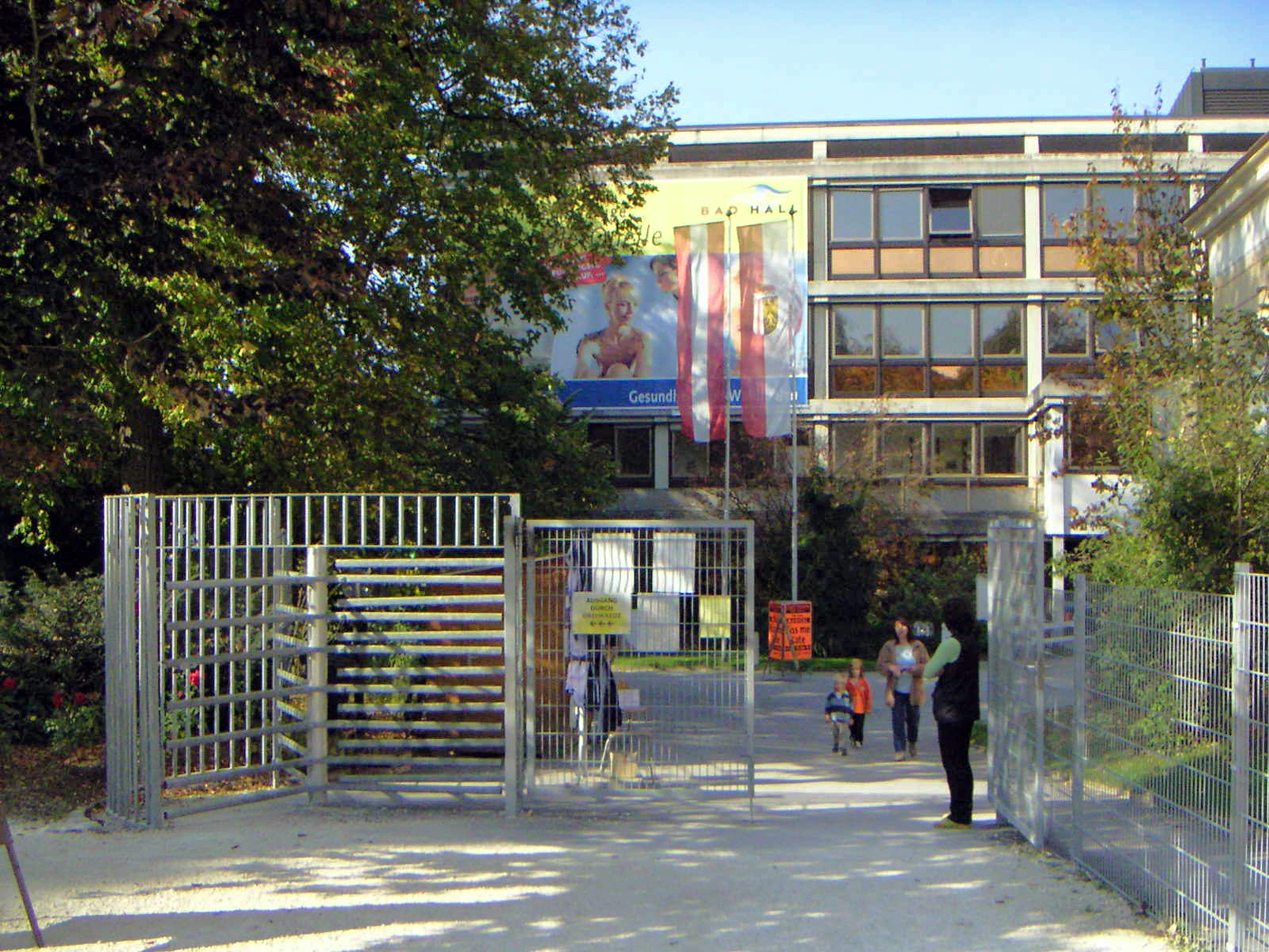
Kurmittelhaus, abgebrochen 2009.[Anm. 7] (Im Vordergrund: Kontrollpunkt für den zernierten Bereich Landesgartenschau 2005.) ().
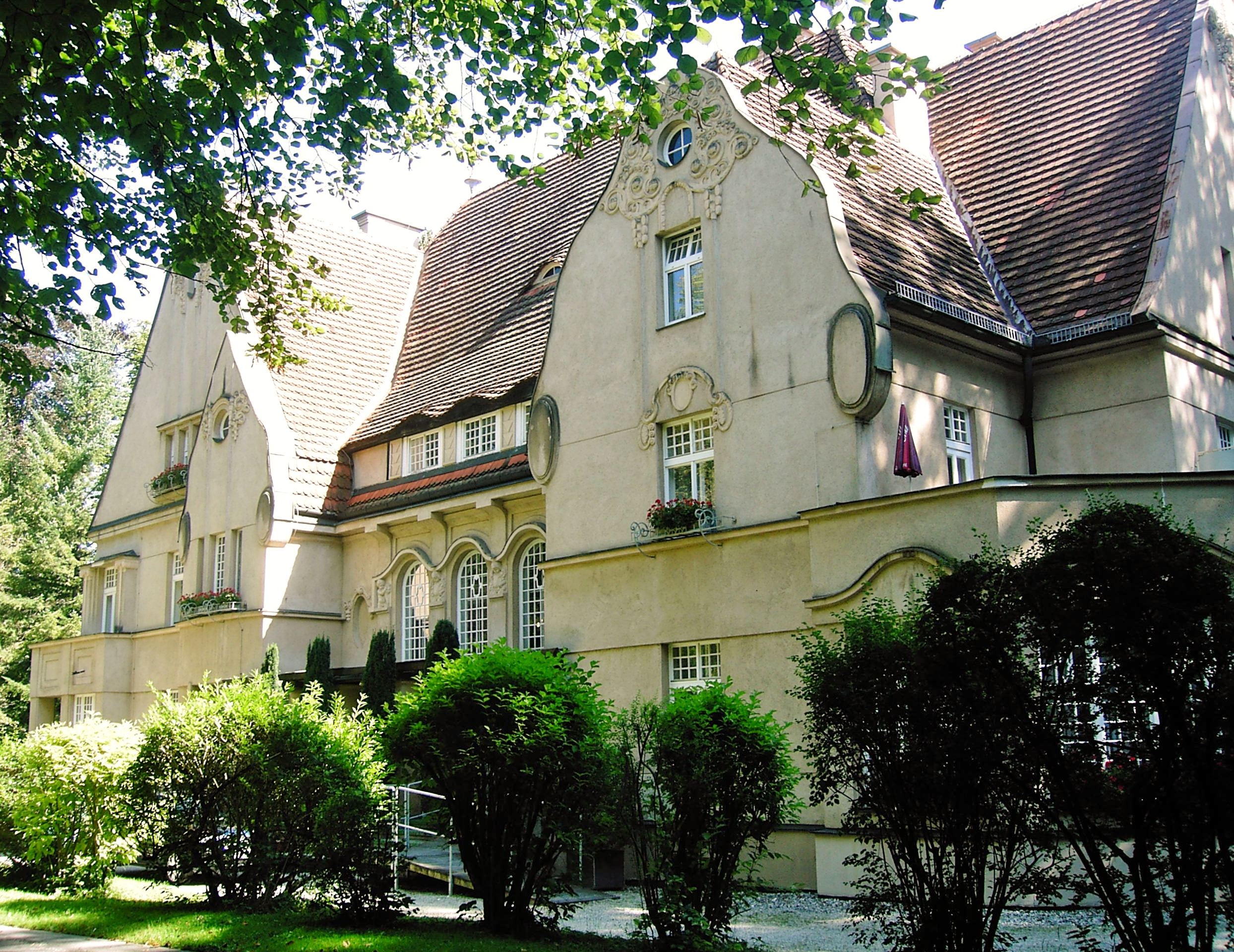
Landesvilla, Parkstraße 1, erbaut 1912–1914 nach Plänen von Mauriz Balzarek
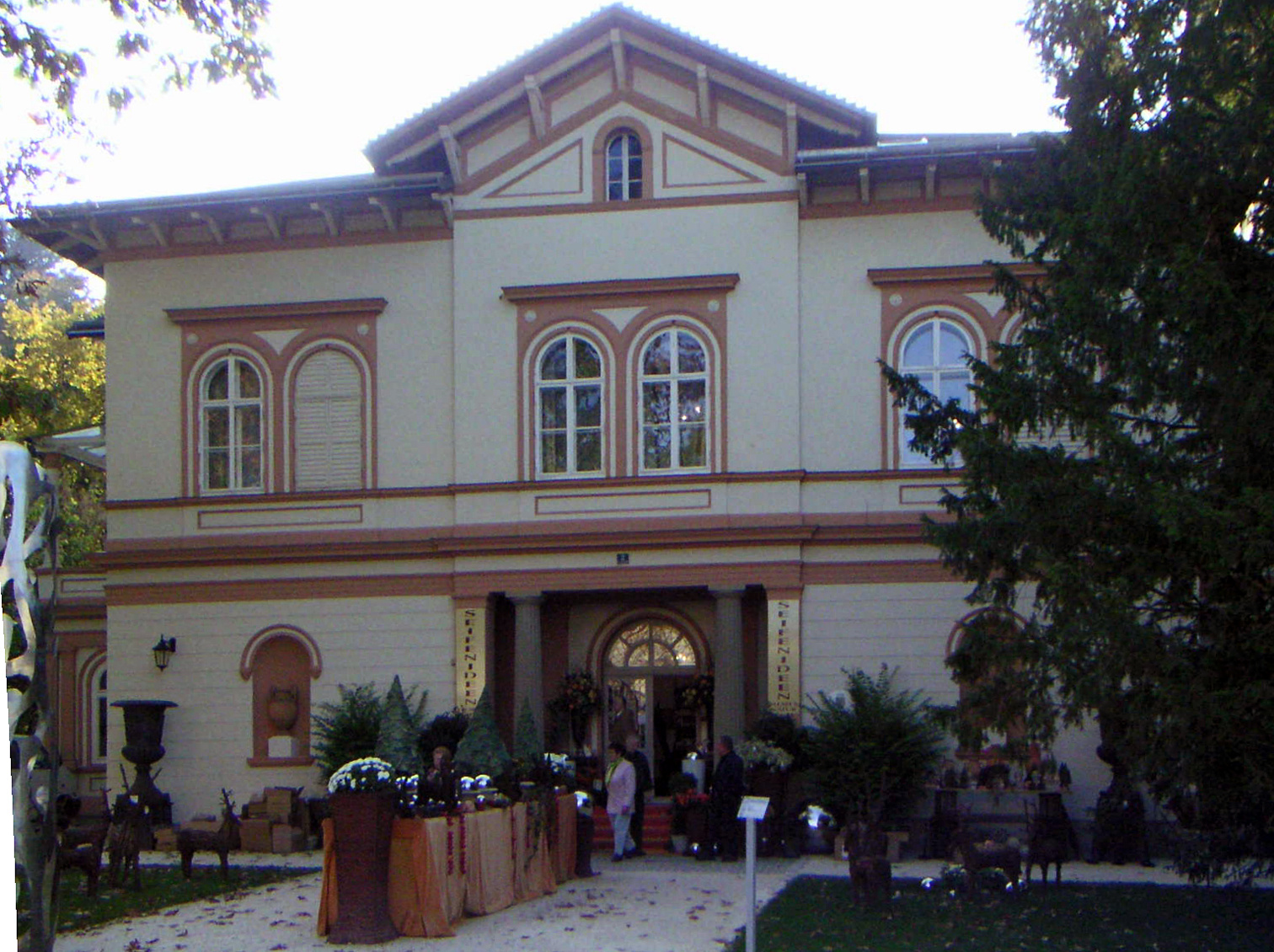
Villa Rabl, Hauptfront, Kurpromenade 2, erbaut 1866 nach Plänen von Theophil Hansen
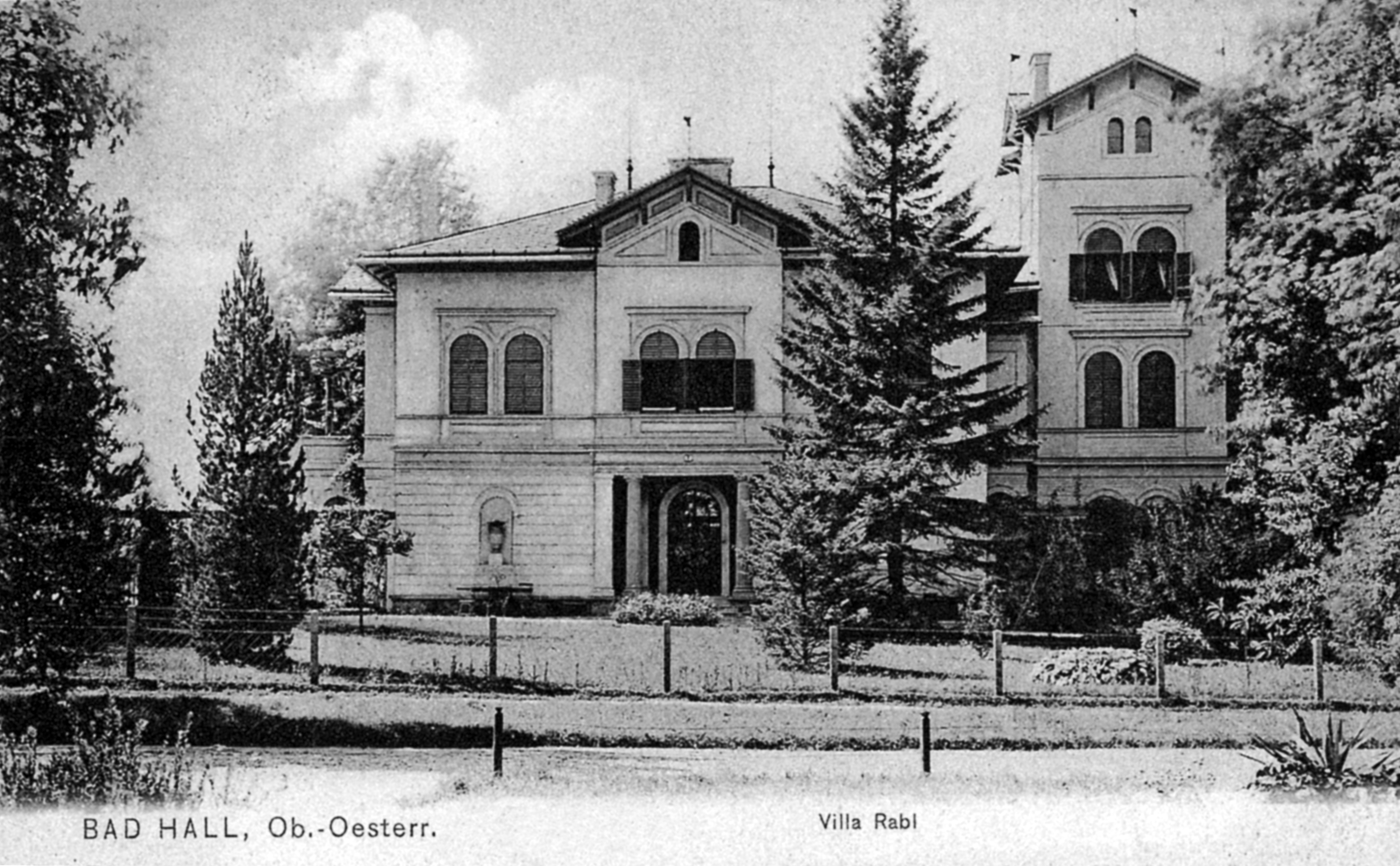
Villa Rabl, Hauptfront, Ansichtskarte, 1905. (Turmanbau heute nicht mehr vorhanden.)
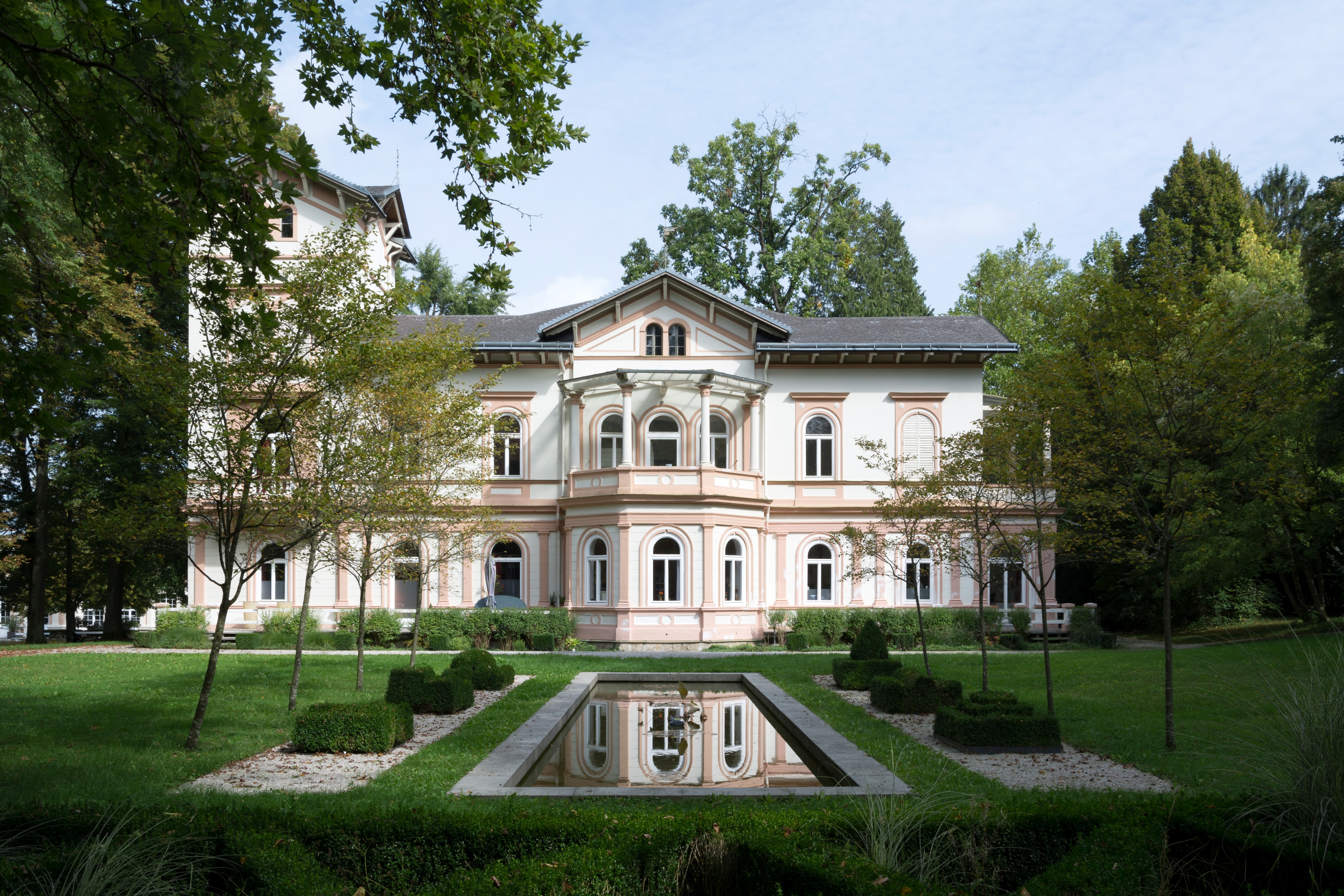
Villa Rabl, Gartenanlage Villengarten, Ausstellungskonzept: Rupert Halbartschlager, Landesgartenschau 2005.[Anm. 8]
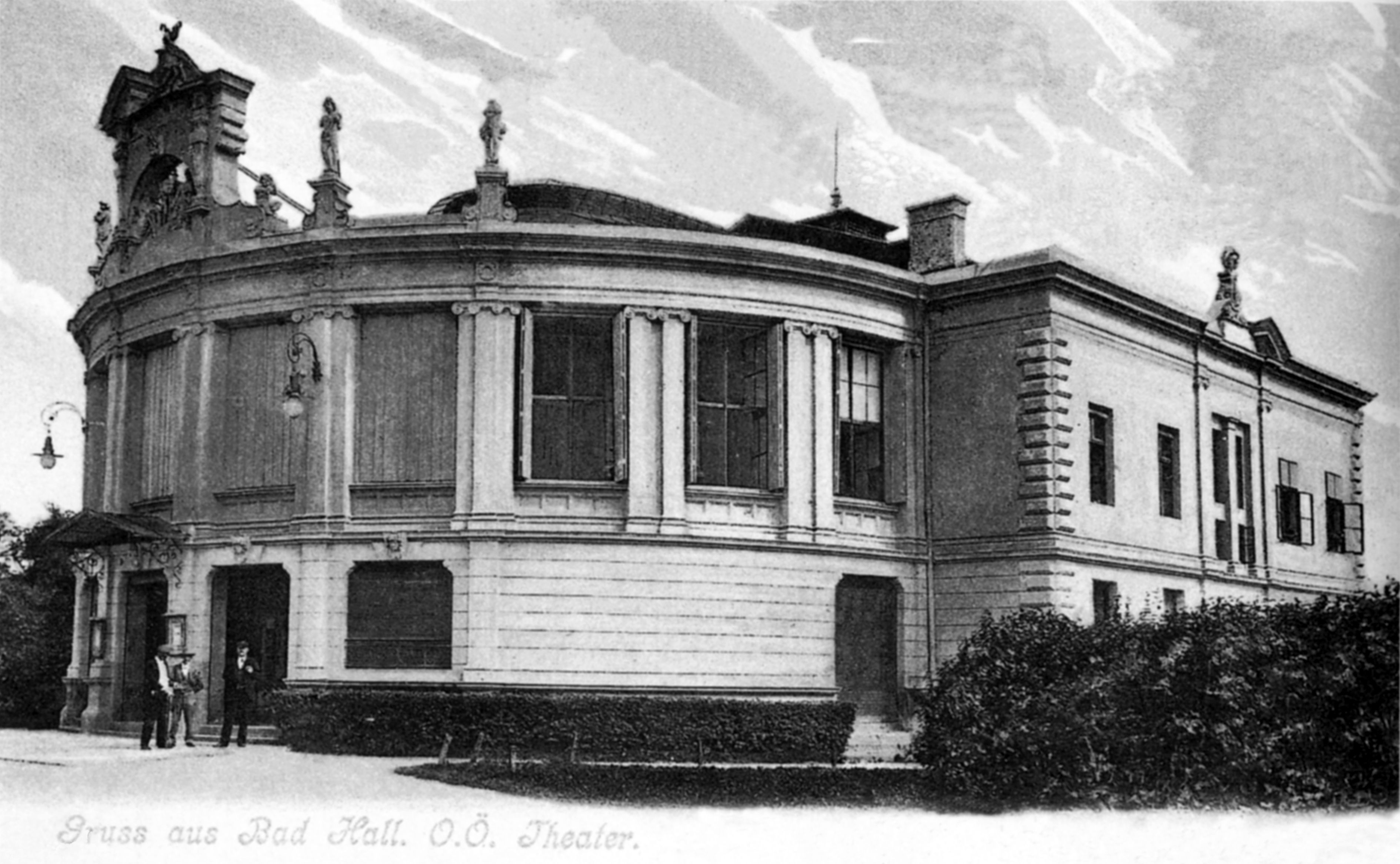
Stadttheater, Steyrer Straße 7, Ansichtskarte, 1904[Anm. 6]
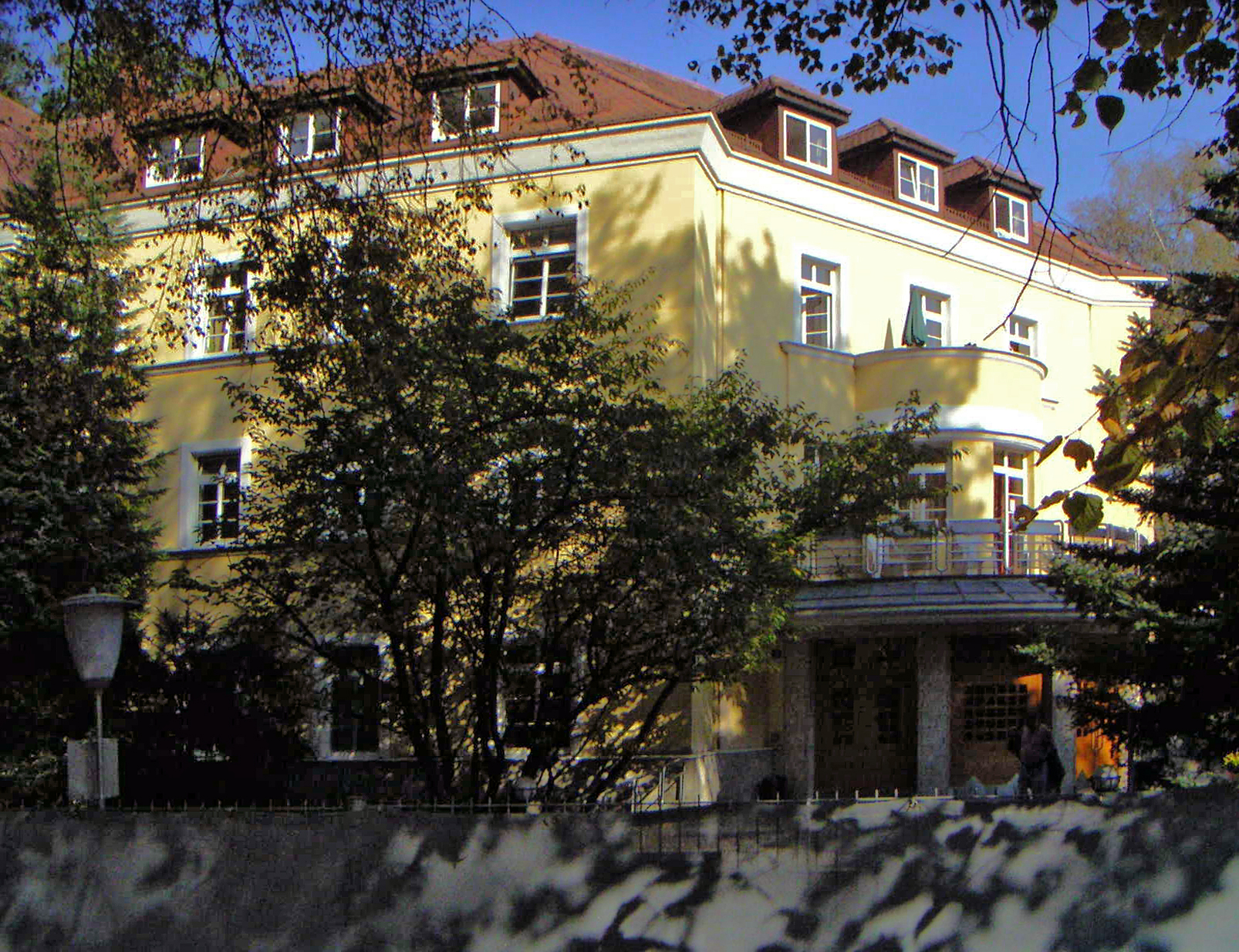
Sonnenheim, Parkstraße 5, 1929 errichtet vom Verband der Pensionsversicherung[23][Anm. 9]
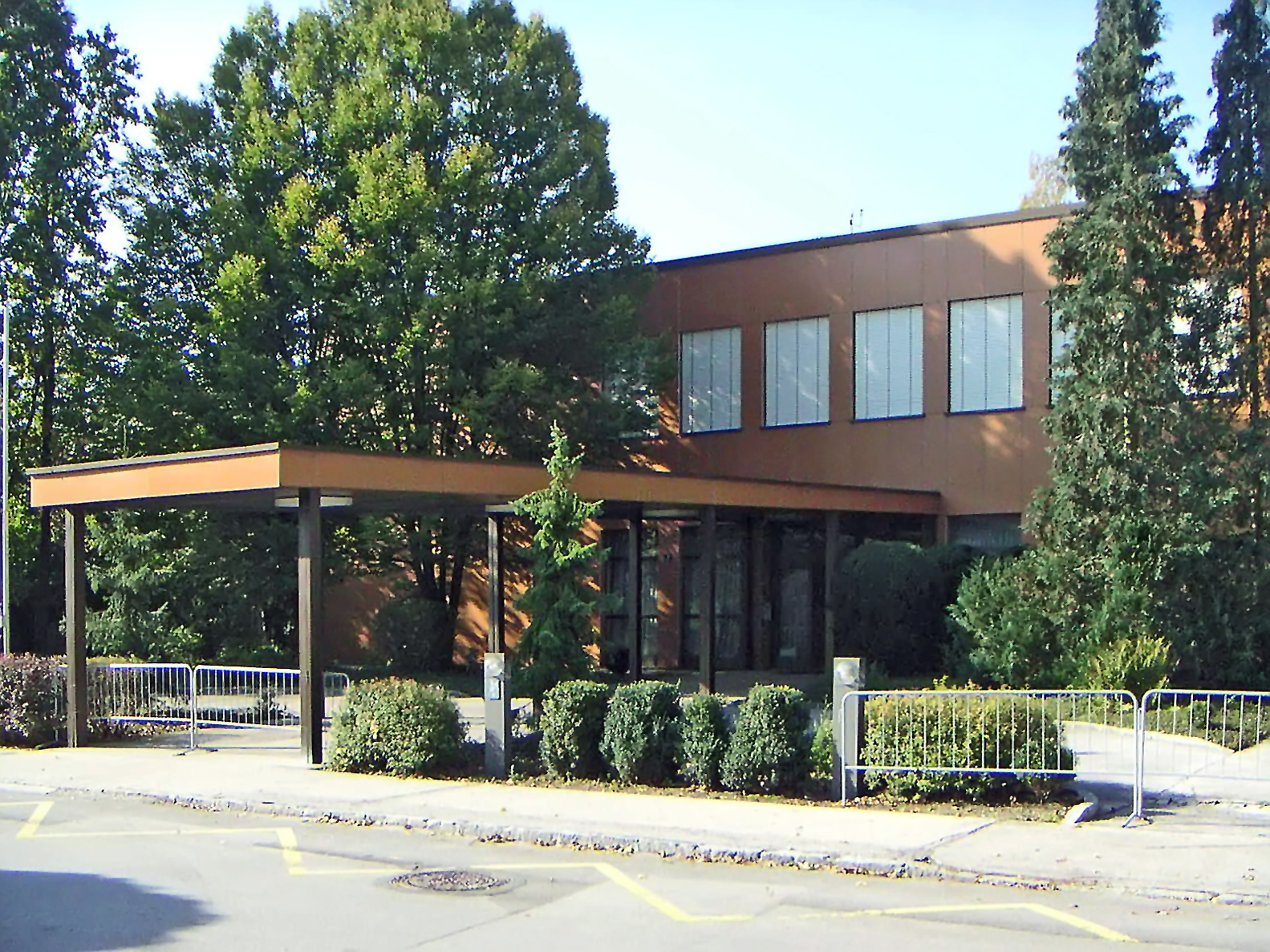
Ehemaliges BVA-Kurheim Justus, Haupteingang Verwaltungstrakt, Linzer Straße 11[Anm. 10]
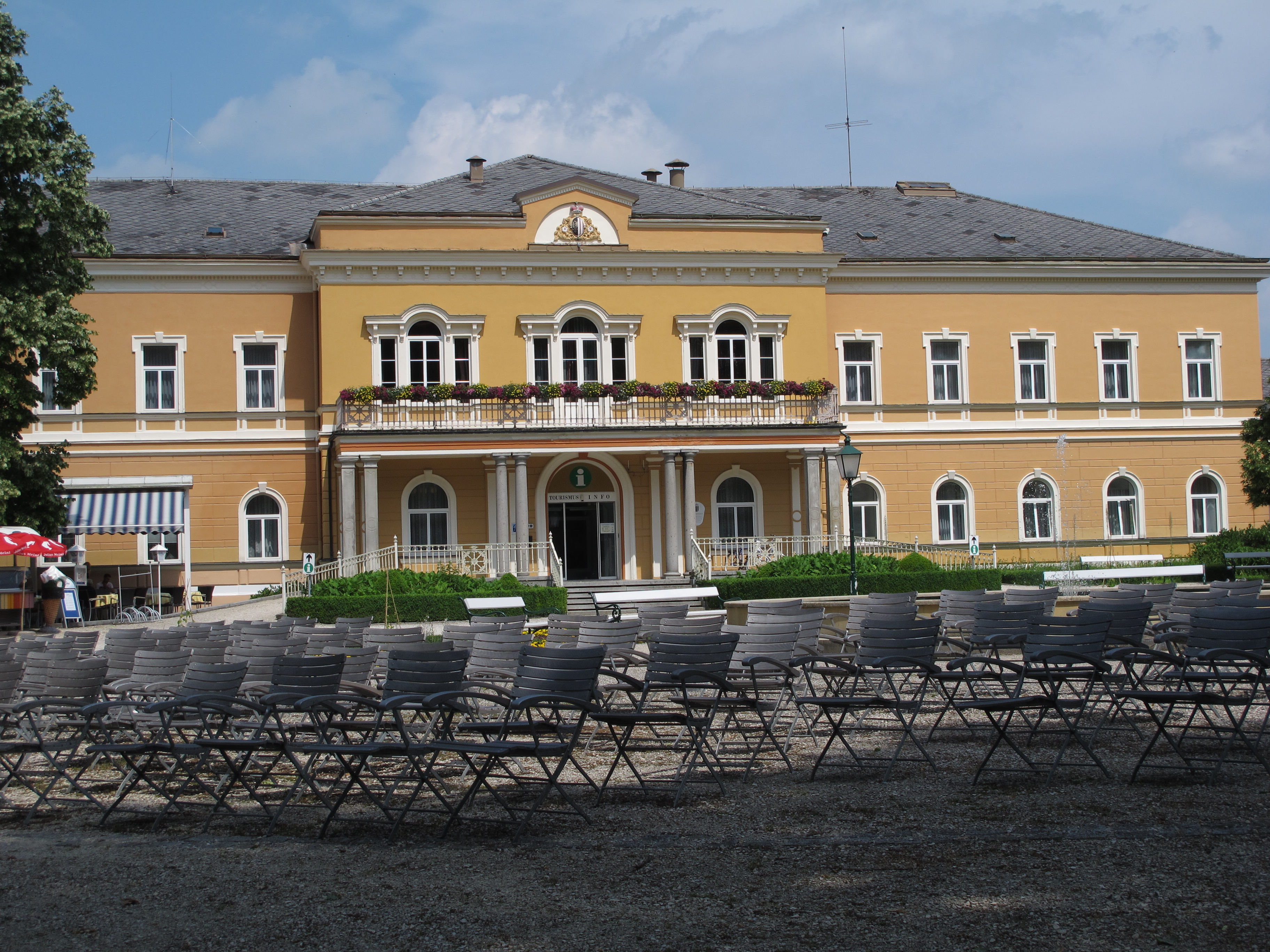
Tourist Information im Alten Badehaus